# Ніколаєвка (Архангельський район)
Нікола́євка (рос. Николаевка, башк. Николаевка) — присілок у складі Архангельського району Башкортостану, Росія. Входить до складу Орловської сільської ради.
Населення — 2 особи (2010; 15 в 2002).
Національний склад:
- росіяни — 73 %